# Michael Gill
Michael Gill, né le 13 juin 1998 à Ponteland, est un coureur cycliste britannique, originaire d'Angleterre. Il pratique le cyclisme sur piste et sur route.

## Biographie
Dans les catégories de jeune, Michael Gill pratique la gymnastique. En tant que membre d'un quatuor de gymnastes, il remporte le championnat du monde de gymnastique acrobatique FIG 2014 organisé à Paris, dans la catégorie 11-16 ans. L'année précédente, il avait remporté la médaille d'argent aux championnats d'Europe de gymnastique acrobatique 2013, toujours dans cette catégorie. Gill est diplômé de l'Université de Nottingham en 2019 avec des diplômes en économie, en commerce et gestion. 
En septembre 2016, il annonce sur ses réseaux sociaux, qu'il se retire de la gymnastique. En 2018, il commence le cyclisme en compétition. Deux ans plus tard, il obtient son premier résultat notable sur piste, en terminant troisième du championnat de Grande-Bretagne de poursuite par équipes, avec l'équipe AeroLab Ward WheelZ. Lors de la saison 2022, il rejoint l'équipe continentale britannique Saint Piran. 
Aux championnat de Grande-Bretagne sur piste 2023, il remporte deux médailles d'argent sur la poursuite individuelle et la poursuite par équipes,. Il gagne également la poursuite par équipes de la manche de Coupe des nations à Milton. Aux championnats nationaux de 2024, il remporte le titre sur la poursuite. En février 2025, il fait ses débuts internationaux lors des championnats d'Europe sur piste. Il décroche deux médailles, l'argent en poursuite par équipes et le bronze en poursuite individuelle.

## Palmarès sur piste

### Coupe des nations
- 2023
  - 1er de la poursuite par équipes à Milton (avec Oliver Wood, Daniel Bigham et Josh Charlton)

### Championnats d'Europe
| Édition / Épreuve   | Poursuite individuelle | Poursuite par équipes |
| Heusden-Zolder 2025 | Bronze                 | Argent                |

### Championnats de Grande-Bretagne
- 2020
  - 3e de la poursuite par équipes
- 2023
  - 2e de la poursuite
  - 2e de la poursuite par équipes
- 2024
  -  Champion de Grande-Bretagne de poursuite
  - 2e de la poursuite par équipes